# Afrika-Cup der Frauen 2016
Der Afrika-Cup der Frauen 2016 (englisch Africa Women Cup of Nations, französisch Coupe d'Afrique des nations féminine) war die zehnte Ausspielung der afrikanischen Kontinentalmeisterschaft im Frauenfußball und fand vom 19. November bis 3. Dezember 2016 in Kamerun statt.

## Qualifikation
Die Qualifikation wurde in zwei Runden im K.-o.-System mit Hin- und Rückspiel ausgetragen. In der ersten Runde trafen die 22 schwächeren Nationen aufeinander. Die Sieger ermittelten in der zweiten Runde mit den drei Erstplatzierten der letzten Meisterschaft die sieben Mannschaften, die sich zusammen mit dem Ausrichter für die Endrunde qualifizierten.

## Teilnehmer
| Kamerun (Gastgeber) | Simbabwe                   | Mali  | Ägypten   |
| Kenia               | Nigeria (Titelverteidiger) | Ghana | Südafrika |

Äquatorialguinea wurde nach erfolgter Qualifikation auf Grund eines Einsatzes einer nicht spielberechtigten Spielerin ausgeschlossen. Hierfür rückte Mali nach.

## Spielorte

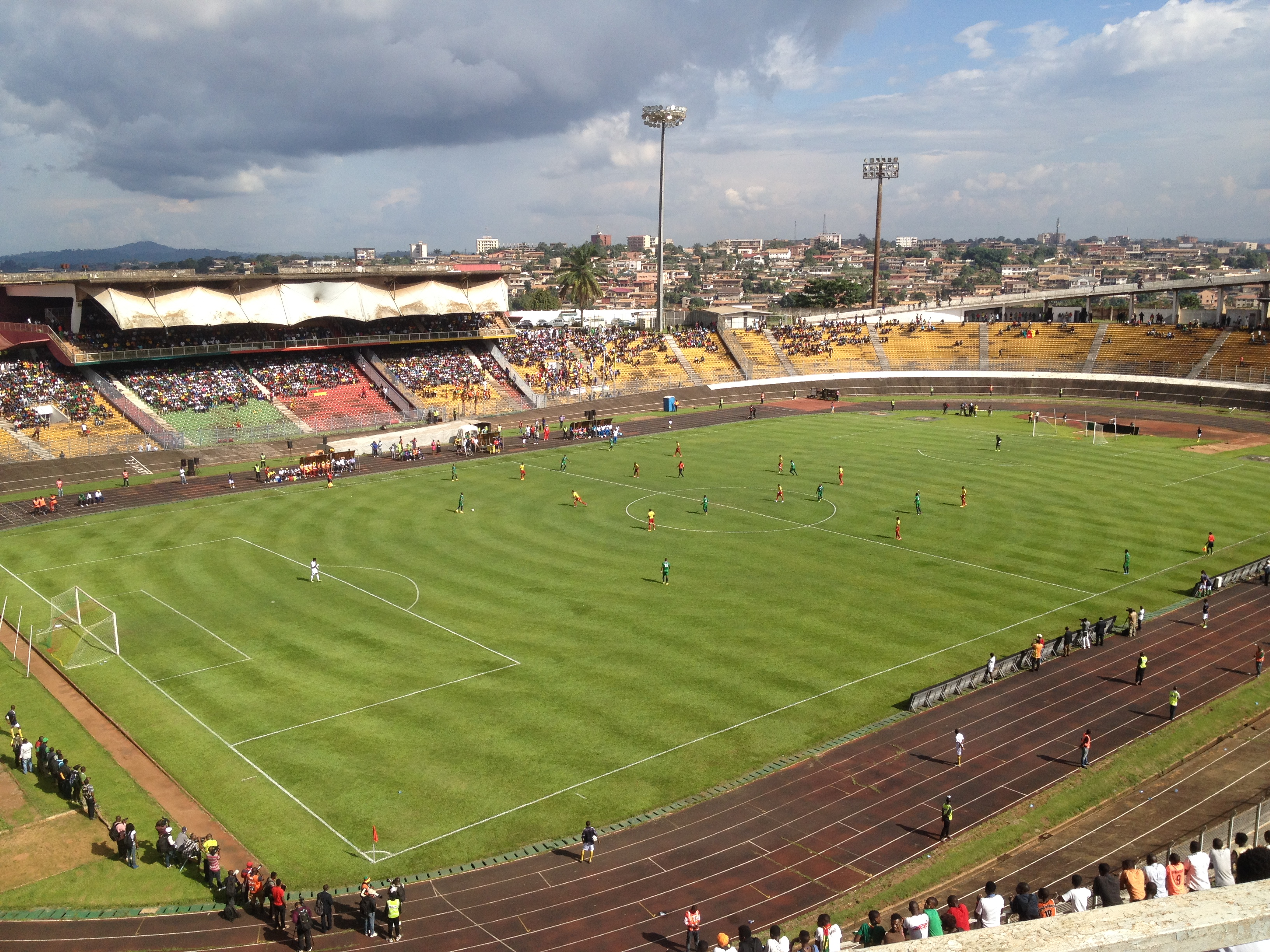
Stade Ahmadou Ahidjo

Das Turnier fand in der Hauptstadt Yaoundé (Stade Ahmadou Ahidjo) sowie in Limbé (Stade Omnisport de Limbé) statt.

## Modus
Die acht teilnehmenden Mannschaften wurden in zwei Gruppen zu jeweils vier Mannschaften aufgeteilt. Die beiden Gruppenersten und -zweiten spielten über Kreuz im Halbfinale. Die Sieger rückten ins Finale vor, die Verlierer spielten um Platz drei.

## Turnier
Die Auslosung der Gruppenphase fand am 18. September 2016 in Yaoundé statt. Kamerun als Ausrichter und Nigeria als Titelverteidiger waren automatisch als Gruppenköpfe gesetzt.

### Vorrunde

#### Gruppe A
| Pl. | Land      | Sp. | S | U | N | Tore    | Diff. | Punkte |
| --- | --------- | --- | - | - | - | ------- | ----- | ------ |
| 1.  | Kamerun   | 3   | 3 | 0 | 0 | 005:000 | +5    | 09     |
| 2.  | Südafrika | 3   | 1 | 1 | 1 | 005:100 | +4    | 04     |
| 3.  | Ägypten   | 3   | 1 | 0 | 2 | 001:700 | −6    | 03     |
| 4.  | Simbabwe  | 3   | 0 | 1 | 2 | 000:300 | −3    | 01     |

|                   |   |           |           |
| 19. November 2016 |   |           |           |
| Kamerun           | – | Ägypten   | 2:0 (1:0) |
| Südafrika         | – | Simbabwe  | 0:0       |
| 22. November 2016 |   |           |           |
| Kamerun           | – | Südafrika | 1:0 (0:0) |
| Simbabwe          | – | Ägypten   | 0:1 (0:0) |
| 25. November 2016 |   |           |           |
| Simbabwe          | – | Kamerun   | 0:2 (0:1) |
| Ägypten           | – | Südafrika | 0:5 (0:1) |

#### Gruppe B
| Pl. | Land    | Sp. | S | U | N | Tore    | Diff. | Punkte |
| --- | ------- | --- | - | - | - | ------- | ----- | ------ |
| 1.  | Nigeria | 3   | 2 | 1 | 0 | 011:100 | +10   | 07     |
| 2.  | Ghana   | 3   | 2 | 1 | 0 | 007:300 | +4    | 07     |
| 3.  | Mali    | 3   | 1 | 0 | 2 | 004:100 | −6    | 03     |
| 4.  | Kenia   | 3   | 0 | 0 | 3 | 002:100 | −8    | 0      |

|                   |   |         |           |
| 20. November 2016 |   |         |           |
| Nigeria           | – | Mali    | 6:0 (2:0) |
| Ghana             | – | Kenia   | 3:1 (0:1) |
| 23. November 2016 |   |         |           |
| Nigeria           | – | Ghana   | 1:1 (1:1) |
| Kenia             | – | Mali    | 1:3 (1:2) |
| 26. November 2016 |   |         |           |
| Kenia             | – | Nigeria | 0:4 (0:2) |
| Mali              | – | Ghana   | 1:3 (0:1) |

## Finalrunde

### Halbfinale
|                                      |   |           |           |
| 29. November um 16:00 Uhr in Yaoundé |   |           |           |
| Kamerun                              | – | Ghana     | 1:0 (0:0) |
| 29. November um 19:00 Uhr in Limbé   |   |           |           |
| Nigeria                              | – | Südafrika | 1:0 (0:0) |

### Spiel um Platz 3
|                                 |   |           |           |
| 2. Dezember um 15:30 in Yaoundé |   |           |           |
| Ghana                           | – | Südafrika | 1:0 (0:0) |

### Finale
|                                 |   |         |           |
| 3. Dezember um 15:30 in Yaoundé |   |         |           |
| Kamerun                         | – | Nigeria | 0:1 (0:0) |

## Schiedsrichterinnen
- Lidya Tafesse Abebe
- Suavis Iratunga
- Jeanne Ekoumou
- Caroline Wanjala
- Maria Rivet
- Salima Mukansanga
- Gladys Lengwe
- Akhona Makalima
- Letticia Viana
- Jonesia Kabakama
- Aissata Amegee